# Прозоровский, Лев Михайлович
Лев Михайлович Прозоровский (наст. фам. Ременников; 22 апреля (4 мая) 1880, Луганск — 16 июня 1954, Москва) — русский советский театральный режиссёр и актёр. Народный артист РСФСР (1949).

## Биография
Родился в бедной провинциальной мещанской семье. Работал в слесарной мастерской, но увлекался театром.
Профессиональную деятельность начал в 1899 году в товариществе драматических актёров под руководством антрепренёра М. Н. Строителева. С 1905 работал в театрах Каменец-Подольска, Винницы, Пензы, Саратова, Костромы, Вологды, Киева, Одессы и др.
С 1908 занимался режиссурой. В 1916—1917 гг. был призван в армию. После Октябрьской революции вступил в труппу первого созданного советской властью в Москве театра — театра Московского военного округа в помещении зала «Аквариум». За несколько лет сменил несколько московских театров новых формалистических направлений: был художественным руководителем и актёром театра Рогожско-Симоновского района Москвы (1918), актёром бывшего Театра Корша (1919), Театра Революционной сатиры (1921), Театра им. МГСПС и Московского театра Революции (1922). В 1923 — режиссёр Малого театра, где он оставался на протяжении более чем тридцати лет (с 1923 по 1954 год).
Роли: Любим Торцов; Подхалюзин («Свои люди — сочтёмся»), Протасов («Живой труп»), Городничий («Ревизор»), Франц Моор («Разбойники» Шиллера); Брадобрей («Королевский брадобрей» Луначарского) и др.
Постановки в Малом театре: 1924: «Уриэль Акоста» Гуцкова; 1925: «Женитьба Белугина» Островского и Соловьёва, «Анна Кристи» О’Нила, «Женитьба Бальзаминова» Островского; 1926: «Лево руля!» Билль-Белоцерковского, «Смерть Петра I» Шаповаленко; «Любовь Яровая» (совм. с И. С. Платоном): 1927: «1917 год» Суханова и Платона; «Иван Козырь и Татьяна Русских» Д. Смолина (совместно с режиссёром И. С. Платоном); 1929: «Огненный мост» Ромашова; 1931: «Ясный лог» Тренёва; 1934 «Бойцы» Ромашова (совм. с К.П. Хохловым); 1937: «Лес», 1947: «На белом свете» П.Ф. Нилина (совм. с Цыгановым), 1954: «Снегурочка».
Критики особо отмечали успех постановки пьесы Тренева «Любовь Яровая». Это было время, когда театральная жизнь России переживала бурный подъем новых веяний и течений, и только Малый театр упорно хранил приверженность своим академическим традициям, чураясь революционных идей в искусстве. Оказавшись в окружении новаторств, Малый театр переживал явный кризис, однако удачная постановка спектакля «Любовь Яровая» вернула театральную Москву к классике, показав, что и современные пьесы с революционным содержанием могут жить по законам старого традиционного жанра.
Конечно, спектакли того времени были полны революционного пафоса и пропагандистского рвения. Таким стал и спектакль «Огненный мост» Б. Ромашова (1929), представивший галерею типических образов старой буржуазной и новой советской интеллигенции, образы которых представили А. Яблочкина, М. Климов, В. Пашенная, В. Ольховский, Н. Рыбников, С. Кузнецов, А. Васенин и другие ныне легендарные актёры Малого театра.
«В первый год Великой Отечественной войны общественность Магнитогорска через газеты „Магнитогорский рабочий“ и „Челябинский рабочий“ обратилась к коллективу Малого театра, находившемуся в то время в Челябинске, с просьбой возобновить культурное шефство и помочь магнитогорскому театру имени А. С. Пушкина, — рассказывает сайт Малого театра (недоступная ссылка). — Руководство Малого театра, обсудив это письмо, командировало в Магнитогорск Прозоровского сроком на один год в качестве главного режиссёра». За время работы в Магнитогорске (1942—1944) Прозоровский поставил пьесы: «Батальон идет на Запад» Г. Мдивани, «Русские люди» К. Симонова, «Иван да Марья» Е. Пермяка, «Весна в Москве» В. Гусева, «Со всяким может случиться» Б. Ромашова, «Нашествие» Л. Леонова, «Машенька» А. Афиногенова и другие. Кроме того, был создан спектакль по пьесе местных драматургов Татьяничевой и Смелянского «Этих дней не смолкнет слава».
В 1952 году — помимо режиссёра-постановщика Малого театра, стал главным режиссёром Литературно-драматического театра ВТО.
Похоронен на Введенском кладбище (7 уч.).

## Награды
- Два ордена Трудового Красного Знамени (23 сентября 1937 — за выдающиеся заслуги в деле развития русского театрального искусства; 26 октября 1949)
- Заслуженный артист РСФСР (?)
- Заслуженный деятель искусств РСФСР (23 сентября 1937)
- Народный артист РСФСР (26 октября 1949)